# Морган Тејлор
Морган Тејлор (енгл. Morgan Taylor; Сијукс сити, Ајова 17. април 1903 — Рочестер, 16. фебруар 1975) је бивши амерички атлетичар специјалиста за трку на 400 м препоне, репрезентативац Сједињених Америчких Држава од 1924—1932, троструки освајач олимпијских медаља на Летњим олимпијским играма у Паризу , Амстердаму и Лос Анђелесу.
Морган Тејлор је 14. јуна 1924. у Кембриџу с временом 52,6 секунди трчао боље од светског рекорда на 400 м препоне, као и 7. јула у финалној трци Летњих олимпијских игара 1924. у Паризу али му резултати нису признати јер је у току трке рушио препону, што није дозвољено према тада важећим правилима. Остала му је златна медаља из Париза, али без званично признатог светског рекорда.
Тејлор је званично постао светски рекордер 1828. године када је победио на квалификацијама за одлазак на Олимпијске игре 1928. резултатом 52,0. На Олимпијским играма у Амстердаму 1928 је освојио бронзану медаљу. Четири године касније, због својих добрих резултата, одређен је за носиоца заставе САД, на отварању Олимпијским играма у Лос Анђелесу, где је поновио успех из Амстердама и тако постао први атлетичар на свету који је освојио три олимпијске медаље у трци на 400 м са препонама.
Иако је његов каријера трајала релативно дуго, он је имао укупно само 30 трка .
По завршетку каријере Тејлор је радио као продавац у Чикаго Трибјуну, затим постао учитељ и тренер, уз разне видове продаје. Његов син је наставио породичну традицију у спорту победивши у Принстону, 1952. и 1953. такмичећи се у скоку удаљ, а касније је био председник Америчке голф федерације. 